# Paulo Emilio Bustamante
Paulo Emilio Bustamante (Fredonia 1867 - Girardot 1936) fue un militar y político colombiano. Militante del Partido Liberal Colombiano.

## Biografía
Nacido en Fredonia (Antioquia) en 1867, comenzó su vida militar en la guerra civil de 1884 -1885 en el Batallón Zea bajo las órdenes de Climaco Uribe Latorre y Manuel Villa.
Participó en la Batalla de Santa Bárbara de Cartago lugar en donde recibió dos balazos, una vez terminada la guerra fue hecho prisionero y llevado a Cali al cuartel de Santa Librada. Seis meses después, Bustamante queda libre y se dirige a Medellín.
En la guerra civil de 1895, se incorporó a las fuerzas liberales estando en Campoalegre en ese entonces parte del Tolima Grande.

### Guerra de los Mil días
Para 1899 participó activamente como jefe liberal en la guerra de los Mil Días, combatiendo en Huila, en el Gran Cauca y en los combates de Rioblanco y el crucero de Calibio, ambas derrotas para los liberales. Participó en la toma de Tumaco por el ejército liberal en 1901.
Participó en el Tratado del Wisconsin siendo encargado de la entrega de armas una vez firmado. Fue jefe del liberalismo en Cundinamarca,y líder de la mayoría del partido. Fue elegido Senador de la República.

## Homenajes
La avenida Bustamante en Girardot (Cundinamarca), fue denominada en su honor.